# لوبیشن
لوبیشن (به لاتین: Lubiszyn) یک روستا در لهستان است که در گمینا لوبیشن واقع شده‌است. لوبیشن ۸۰۰ نفر جمعیت دارد.